# Procópio (mestre dos soldados)
Procópio (em latim: Procopius; fl. anos 420) foi general do Império Bizantino, conhecido por ser pai do imperador romano do Ocidente Antêmio. Descendeu de Procópio (r. 365–366), o usurpador contra Valente (r. 363–378) e era esposo da filha do prefeito pretoriano do Oriente Antêmio. Em 422, em posse do ofício de duque ou conde dos assuntos militares, comandou tropas no Oriente contra o Império Sassânida durante a guerra bizantino-sassânida de 421—422 tendo, segundo as fontes, salvado parte do exército ao ser emboscado pelos imortais persas. No mesmo ano tomou parte, embora as fontes não sejam muito claras, das negociações que levaram ao fim da guerra. Após a conclusão da paz, foi nomeado patrício e mestre dos soldados do Oriente, possivelmente em substituição de Ardabúrio. É registrado como ainda em posse do ofício por 424.